# Liste der denkmalgeschützten Objekte in Auersthal
Die Liste der denkmalgeschützten Objekte in Auersthal enthält die denkmalgeschützten, unbeweglichen Objekte der niederösterreichischen Marktgemeinde Auersthal im Bezirk Gänserndorf.

## Denkmäler
| Foto |                 | Denkmal                                                        | Standort                                  | Beschreibung | Metadaten |
| ---- | --------------- | -------------------------------------------------------------- | ----------------------------------------- | --- | --- |
| ja   | Datei hochladen | Bildstock, sog. Pestmarterl HERIS-ID: 10196 Objekt-ID: 6249    | bei Hauptstraße 80 Standort KG: Auersthal | Errichtet um 1730, ursprünglich auf dem Gelände der Raika, wurde der Bildstock mit Dreifaltigkeitsrelief um 1850 auf den heutigen Standort verlegt.              | BDA-Hist.: Q38060234 Status: § 2a Stand der BDA-Liste: 2025-06-30 Name: Bildstock, sog. Pestmarterl GstNr.: 1171                          |
| ja   | Datei hochladen | Kath. Pfarrkirche hl. Nikolaus HERIS-ID: 10198 Objekt-ID: 6251 | Kirchengasse 2 Standort KG: Auersthal     | Die Pfarrkirche von Auersthal – eine ehemalige Ostturmkirche – hat einen gotischen Chor aus dem 14. Jahrhundert und ein von 1735 bis 1741 neu erbautes Langhaus. | BDA-Hist.: Q22691214 Status: § 2a Stand der BDA-Liste: 2025-06-30 Name: Kath. Pfarrkirche hl. Nikolaus GstNr.: 1168 Auersthal Pfarrkirche |